# Rita Grosse-Ruyken
Rita Maria Walburga Grosse-Ruyken (* 29. November 1948 in Donauwörth) ist eine deutsche Goldschmiedekünstlerin und Bildhauerin. Sie gestaltete u. a. Innenrauminstallationen mit Licht und Klang.

## Werdegang
Grosse-Ruyken wuchs auf einem Einsiedelhof bei Donauwörth auf. Nach dem Abitur lebte sie in Südwestfrankreich und studierte zwischen 1970 und 1972 Neuphilologie an der LMU in München.
Von 1971 bis 1977 studierte sie an der Akademie der Bildenden Künste München Goldschmiedekunst bei Franz Rickert und Hermann Jünger, außerdem Philosophie der Ästhetik und der symbolischen Formen bei Aloys Goergen und der Malerei bei Günter Fruhtrunk. Im Rahmen des DAAD studierte sie 1977/1978 in Paris an der École nationale supérieure des beaux-arts de Paris. Sie schloss ihre Studien mit dem Staatsexamen für Kunsterziehung und dem akademischen Hochschuldiplom in Goldschmiedekunst ab.
Zurück in Deutschland arbeitet sie seit Herbst 1978 selbstständig als freischaffende Künstlerin und beschäftigte sich ab dem Jahr 1983 mit Transparenz, Farbe, Licht und Bewegung in Skulpturen. Objekte von Rita Grosse-Ruyken gehören seit Mitte der 1980er Jahre zu den Beständen des internationalen Designmuseums Die Neue Sammlung der Pinakothek der Moderne in München, des Kunstgewerbemuseums Berlin sowie des MAK, Museum Angewandte Kunst (Frankfurt am Main).
Seit 2008 produziert sie Kunst-Filme. Sie ist Mitglied des Deutschen Künstlerbundes e. V. Berlin, des Bundesverbands Bildender Künstlerinnen und Künstler (BBK), der GEMA und der VG Bild-Kunst.

## Ausstellungen

### Einzelausstellungen (Auswahl)
- 1981: Der Auftakt zum hohen Reigen – der Körper als Gefäss, mit Krönung, Galerie Kröner, Schloss Oberrimsingen[7]
- 1985–2005: Installation SONNENDUNST – Zyklus I, Landakademie Rattenbach[8]
- 1993: L'ESPRIT DE DIEU PLANAIT À LA SURFACE DES EAUX, Deutscher Beitrag zur Kulturstadt Europas, Antwerpen[9]
- 1994: L`ESPRIT DE DIEU PLANAIT SUR LES EAUX, Licht-Form-Raum-Installation. Die Neue Sammlung, International Design Museum, München[10][11][12]
- 2003: IM GERICHTSSTAND. Licht-Klang-Form-Raum-Installationen. MAK, Museum Angewandte Kunst (Frankfurt am Main)[13]
- 2004: DURCHFLUTUNG/RAYS OF LIGHT, Museum of Arts and Design (MAD), New York City & Goethe Institut, New York City[14]
- 2009: RAYS OF LIGHT – Rita Grosse-Ruyken, MAK, Museum Angewandte Kunst (Frankfurt am Main)[15][16][17][18][19][20][21]
- 2015: DURCHFLUTUNG AND THE WHITE STONE, ArtCOP21 Agenda culturel Paris Climat 2015[22]
- 2019: The Power of The Heights Command: DURCHFLUTUNG und DER WEISSE STEIN. Blu-ray-Projektion, Haselbacher Mühle, Triftern[23][24][25]

### Gruppenausstellungen (Auswahl)
- 1979: Goldschmiede dieser Zeit. Körper – Schmuck – Zeichen – Raum, Kestnergesellschaft[26]
- 1979: Körper – Zeichen, Städtische Galerie im Lenbachhaus, München[27][28]
- 1981: Körper, Schmuck, Zeichen, Raum. Goldschmiedearbeiten, Museum für Gestaltung Zürich[29]
- 1984: Kirche heute. Architektur und Gerät. Süddeutscher Raum, Die Neue Sammlung, München[2]
- 1993: Münchner Goldschmiede. Schmuck und Gerät der Gegenwart, Münchner Stadtmuseum, München[30]
- 2004: Welt in Tropfen, (Urania, Berlin)[31]
- 2007: Gulf Art Fair, Dubai (Galerie Thomas, München)[32]
- 2009: Herbert Hoffmann Award 1973–2008, München[33]
- 2011: Ausstellung Pinakothek München[34]
- 2011: Modern Contemporary Art, Salwa Zeidan-Galerie[35], Abu Dhabi Art[36]
- 2012: Im Zeichen der Ewigkeit. Positionen zeitgenössischer Kunst, Neues Museum Kloster Schussenried[37][38]
- 2012: Quinta Essentia, Deutscher Künstlerbund Berlin[39]
- 2013: intimate, Frieze Art Fair, London[40]
- 2018: KünstlerINNen. Zeitgenössische Positionen in Verbindung mit historischen Werken, Kunsthaus Burg Obernberg, Österreich[41][42][43][44]
- 2019: ITSLIQUID Group: ALCHEMIC BODY. THE LINE Contemporary Art Space, London[45][46]
- 2020: VISION EUROPA. 30 Jahre Kultur und Geschichtsverein Vilshofen. Stadtturm, Vilshofen[47][48][49]
- 2020: DURCHFLUTUNG III / RAYS OF LIGHT III. Danner-Preis 2020/100 Jahre Danner-Stiftung, Die Neue Sammlung, Pinakothek der Moderne, München[50][51]
- 2023: 30 x 30 x 30 Jahresausstellung 2023 - Künstler des BBK Niederbayern. Kulturmodell, Passau[52]
- 2023: Geöffnet – verschlossen: Tür und Tor in der bildenden Kunst. Galerie der Stiftung BC – pro arte, Biberach[53][54][55]
- 2023: Danner-Preis 2023 der Danner-Stiftung. Heiliggeistkirche, Landshut[56][57]

## Auszeichnungen
- 1974: Herbert Hofmann-Preis[61]
- 1976: Benvenuto Cellini-Preis[62]
- 1990: Staatlicher Förderpreis für junge Künstler und Schriftsteller für den Bereich „Schmuck von Gold- und Silberschmieden“[63]

## Kunstfilme
- 2013: Performance THE DRAWING FROM THE GOLDEN CHALICE in Abu Dhabi[64]
- 2014: Die Geburt von DURCHFLUTUNG II während der Jahre 1987–1990[65]
- 2014: LE SOUFFLE DE DIEU PLANAIT À LA SURFACE DES EAUX über die 1993er Performance in Antwerpen[66]
- 2015: RAYS OF LIGHT, über die gleichnamige Ausstellung 2009[23][67][25]
- 2006–2019: DURCHFLUTUNG und DER WEISSE STEIN: Ein Film in 12 Kapiteln (Länge: 17,5 Stunden)[23][24][25]
- 2018: DER EWIGE QUELL, über das zu errichtende „Museum Visionäre Kunst“ in Triftern[68]
- 2021: Performance DURCHFLUTUNG - DER ERDE in der Pinakothek der Moderne, München[69]